# Glossotrophia isabellaria
Glossotrophia isabellaria là một loài bướm đêm trong họ Geometridae.